# Верхнереченское сельское поселение
Верхнере́ченское се́льское поселе́ние — муниципальное образование в составе Нехаевского района Волгоградской области.
Административный центр — хутор Верхнереченский.

## История
Верхнереченское сельское поселение образовано 24 декабря 2004 года в соответствии с Законом Волгоградской области № 977-ОД «Об установлении границ и наделении статусом Нехаевского района и муниципальных образований в его составе».

## Население
| 2010 | 2012  | 2013 | 2014 | 2015 | 2016 | 2017 |
| ---- | ----- | ---- | ---- | ---- | ---- | ---- |
| 1044 | ↘1020 | ↘990 | ↘966 | ↘944 | ↘917 | ↘894 |
| 2018 | 2019  | 2020 | 2021 |      |      |      |
| ↘859 | ↘814  | ↘792 | ↘774 |      |      |      |

## Состав сельского поселения
| № | Населённый пункт | Тип населённого пункта        | Население |
| - | ---------------- | ----------------------------- | --------- |
| 1 | Авраамовский     | хутор                         | 148       |
| 2 | Верхнереченский  | хутор, административный центр | 655       |
| 3 | Лобачевский      | хутор                         | 123       |
| 4 | Марковский       | хутор                         | 13        |
| 5 | Нижнереченский   | хутор                         | 80        |
| 6 | Первомайский     | посёлок                       | 25        |